# Sergei Wiktorowitsch Tschemesow

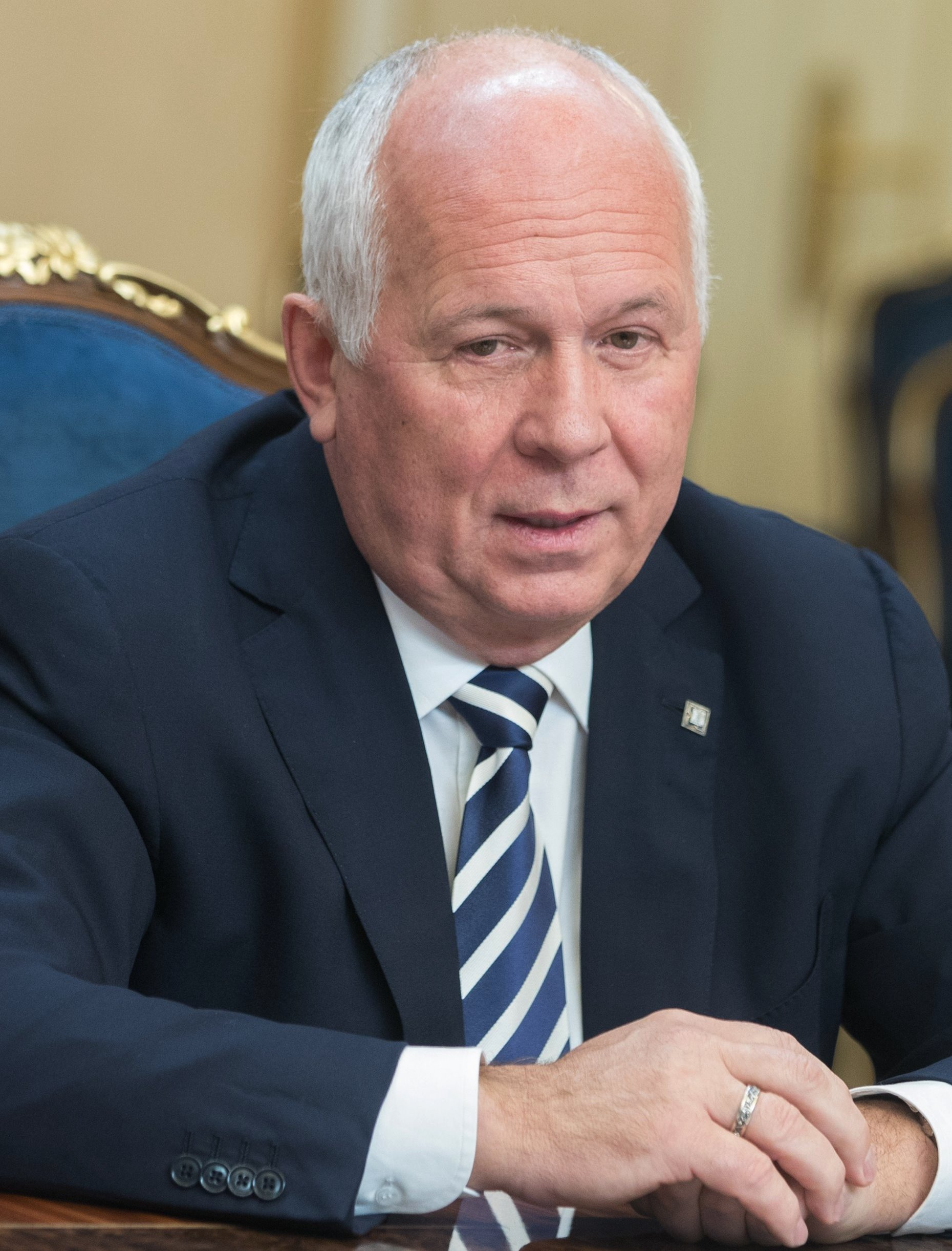
Sergei Tschemesow, 2017

Sergei Wiktorowitsch Tschemesow (russisch Сергей Викторович Чемезов; englisch Sergey Chemezov; * 20. August 1952 in Tscheremchowo, Oblast Irkutsk, Russische SFSR, Sowjetunion) ist Geschäftsführer des staatlichen russischen Unternehmens Rostec.

## Leben
Tschemesow studierte am Irkutsker Institut der Nationalökonomie (gegenwärtig Staatliche Universität für Wirtschaft und Recht des Baikalgebiets) Wirtschaftswissenschaften. Danach studierte er an der Militärakademie des Generalstabes. Er arbeitete am Irkutsker Wissenschafts- und Forschungsinstitut für Seltene und Nicht-eisenführende Metalle.
Gegenwärtig leitet Tschemesow den russischen Rüstungskonzern Rostec. Er sitzt unter anderem als Mitglied in den Aufsichtsräten von OAK (seit 2006), von United Shipbuilding Corporation (seit 2007), von Rusnano (seit 2011), von MMC Norilsk Nickel (März 2013), von Aeroflot (seit 2011), von Rosneft (2013) und von Uralkali (seit März 2014).

## Sanktionen
Am 28. April 2014 wurde von der US-Regierung und am 12. September 2014 durch die EU gegen Tschemesow eine Kontensperre und Einreisesperre verhängt. Laut Sanktionsverordnung ist Tschemesow ein enger Freund des russischen Präsidenten Wladimir Putin aus gemeinsamen KGB-Zeiten in der KGB-Residentur in Dresden.
Am 15. März 2022 beschlagnahmte die Regierung von Spanien die 85-Meter-Yacht „Valerie“ im Wert von 140-Millionen-Dollar im Hafen von Barcelona, die seiner 34-jährigen Stieftochter Anastassija Ignatowa über ein Unternehmen auf den Britischen Jungferninseln namens Delima Services Limited gehören soll. Seine Stieftochter und seine Schwiegermutter, Ljudmila Rukawischikowa wurden von der EU mit Beschluss vom 8. April 2022 sanktioniert.

## Privates
Tschemesow ist in zweiter Ehe mit der Ingenieurin Jekaterina Ignatowa verheiratet und hat vier Kinder. Er hat eine Stieftochter, Anastassija Ignatowa.

## Vermögen der Familie
Als Schattenminister für Rüstungsindustrie an der Seite des russischen Präsidenten Putin verhielt sich Tschemesow in der Öffentlichkeit relativ unauffällig. 2014 betrug das Jahreseinkommen der Familie Tschemesows 2,126 Milliarden Rubel (mehr als 30 Millionen Euro). Laut Radio Free Europe soll der Minister russlandweit im Besitz von mehreren Immobilien, Wohngebäuden, gewerblichen Nichtwohngebäuden, Garagen etc. gewesen sein. Seine zweite Ehefrau Jekaterina Ignatowa verfügt über sechs Grundstücke mit einer Gesamtfläche von 26.000 Quadratmeter.

## Preise und Auszeichnungen (Auswahl)
- Orden der Ehre
- Verdienstorden für das Vaterland aller vier Klassen
- Ritter der Ehrenlegion